# Keyhole State Park

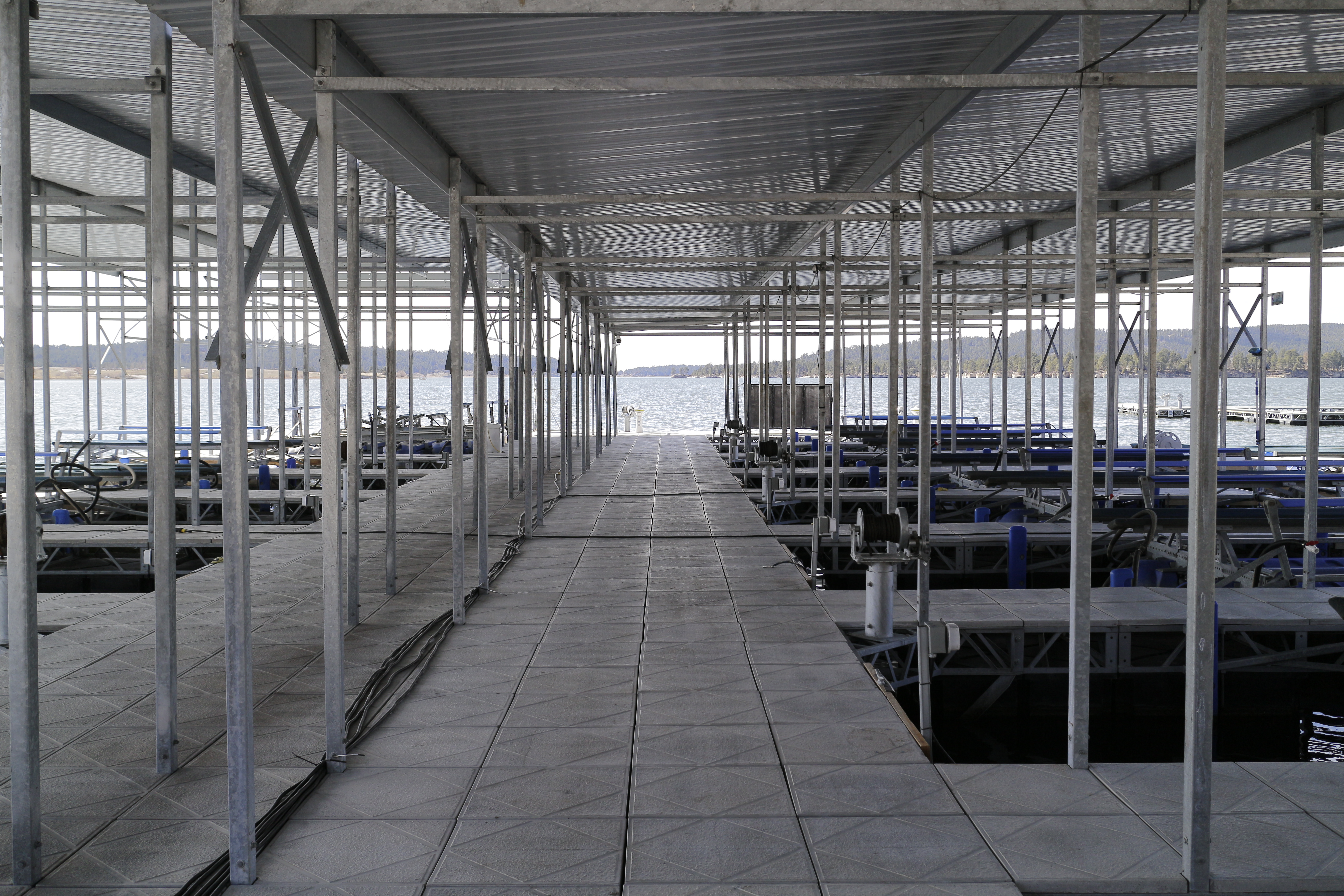
Marina im Keyhole State Park

Der Keyhole State Park ist ein 14.720 acres (60 km²) großer State Park im Crook County im Nordosten des US-Bundesstaates Wyoming. Er umfasst den Stausee Keyhole Reservoir sowie dessen Uferzonen. Der Park liegt auf ca. 1250 Metern und ist über die Interstate 90 zu erreichen.

## Geschichte
Das Gebiet des Parkes wurde im Vertrag von Fort Laramie 1868 den Lakota-Indianern zugesprochen. Nach den Goldfunden in den Black Hills 1874 annektierten die USA das Gebiet. 1952 errichtete das Bureau of Reclamation den Stausee durch den Bau des Keyhole-Damms. Benannt ist der Park nach dem Brandzeichen einer Ranch.

## Touristische Nutzung
Der Keyhole State Park beherbergt Wildtiere wie Maultierhirsche, Weißwedelhirsche und Truthühner. Die touristische Infrastruktur umfasst unter anderem einen Hafen und neun Campingplätze.